# Gonzalo Cubero Otoya
Gonzalo Cubero Otoya (* 1. Juli 1903; † 12. Januar 2003) war ein costa-ricanischer Mediziner und Diplomat.
Cubero Otoya war ab 1953 Ministre plénipotentiaire in Deutschland und von 1956 bis 1958 Botschafter Costa Ricas in Deutschland. Ab 23. April 1957 war er zugleich in Oslo akkreditiert. Von 1970 bis 1971 war er Botschafter in Wien.

## Ehrungen
- 1958: Großkreuz des Verdienstordens der Bundesrepublik Deutschland

| Vorgänger                        | Amt                                                                   | Nachfolger           |
| -------------------------------- | --------------------------------------------------------------------- | -------------------- |
| Manuel María de Peralta y Alfaro | Leiter der costa-ricanischen Auslandsvertretung in Bonn 1953 bis 1958 | Franz Amrhein Becker |
| Fernando Escalante Pradilla      | costa-ricanischer Botschafter in Wien 1970 bis 1972                   | Julio Corvetti Sáenz |